# ال‌جی اپتیموس ال۷
ال‌جی اپتیموس ال۷ (به انگلیسی: LG Optimus L7) گوشی هوشمندی است که توسط ال‌جی طراحی و در مارس ۲۰۱۲ عرضه شد.